# 巴塔克水庫
41°58′16″N 24°11′27″E / 41.97111°N 24.19083°E

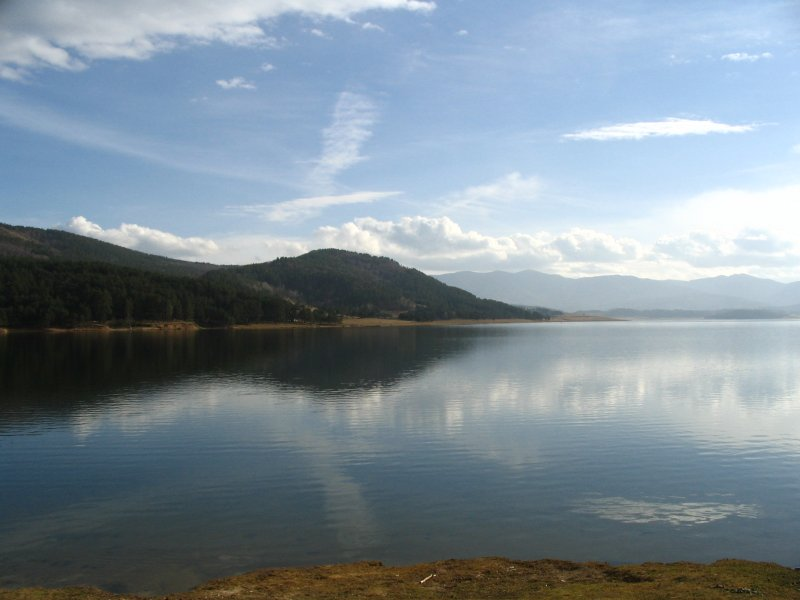

巴塔克水庫是保加利亞的水庫，位於洛多皮山脈，面積22平方公里，海拔高度1,107米，最大水深35米，蓄水量3.1億立方米，該水庫設有一座水力發電廠。